# Oídio

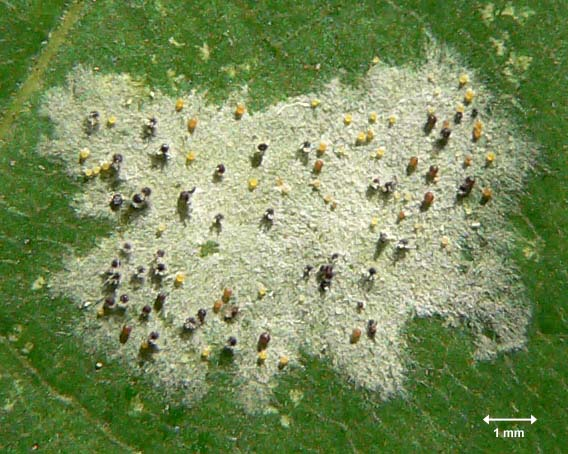
Detalle de hoja enferma.

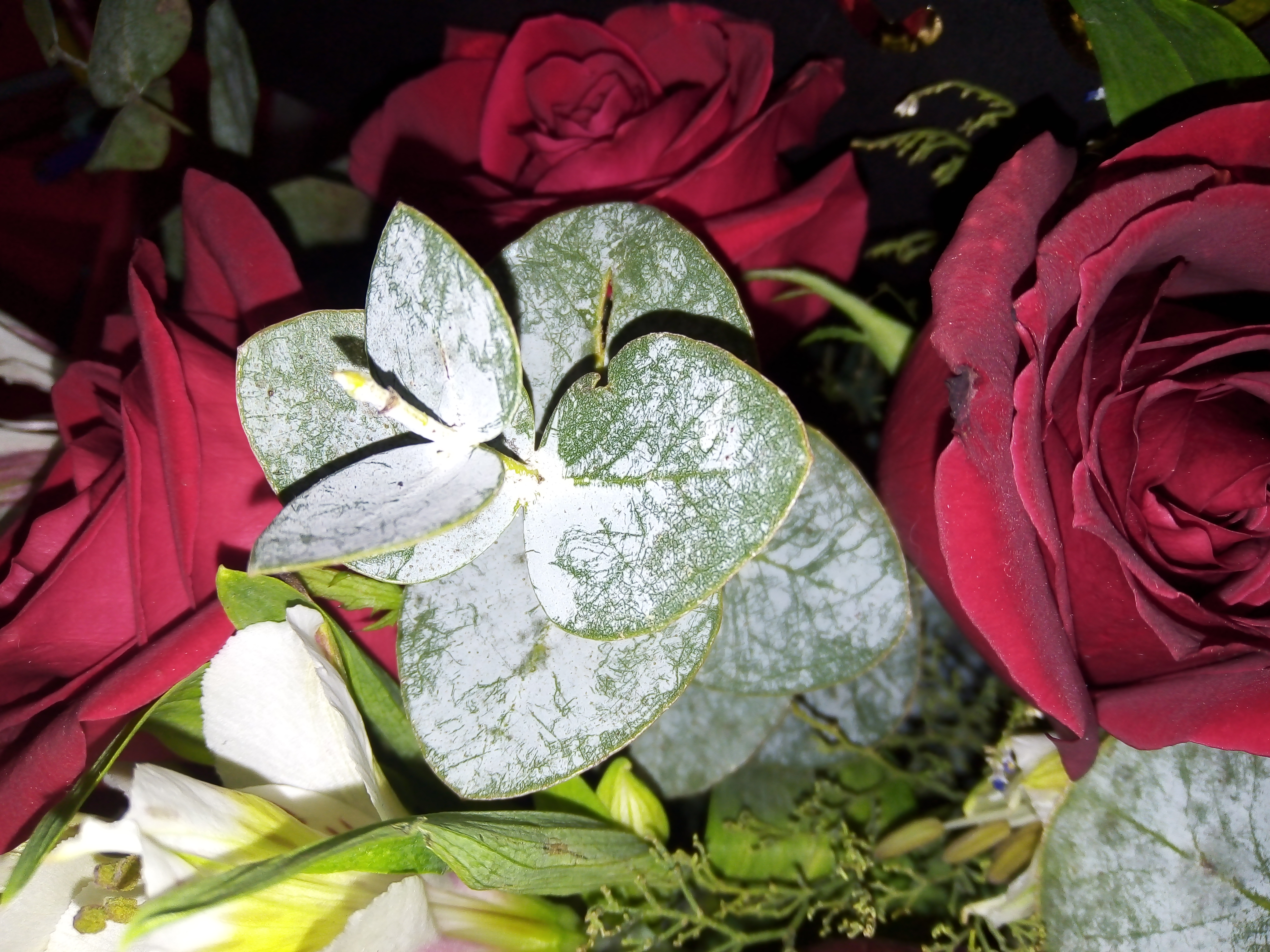
Hoja de una planta recientemente infectada por la enfermedad.

Oídio, llamado popularmente blanquilla o cenicilla es el nombre de una enfermedad criptogámica de las plantas. Está producida por varios géneros de hongos ectoparásitos de la familia de las erisifáceas, que atacan principalmente hojas y tallos jóvenes. Uno de los más conocidos es el de la vid, provocado por la especie Uncinula necator (sinónimo Erysiphe necator). Otro muy extendido es el que ataca a rosales, begonias o robles, producido por varias especies del género  Podosphaera, como P. pannosa. 
Su principal signo es la aparición de una capa de aspecto harinoso o algodonoso y un color blanco o grisáceo, formada  por el micelio y los conidióforos, que son los órganos de reproducción asexual. En un ataque fuerte las hojas se ponen amarillas y posteriormente se secan.
Su aparición se debe a una combinación de factores, entre los que intervienen el tiempo atmosférico, el ambiente, y en el caso de cultivos, también influye el abonado: abonos excesivamente cargados de nitrógeno, condiciones de poca luz, exceso de humedad. La pobreza genética también es una causa a tener en cuenta.
El control de esta enfermedad pasa por corregir sus causas y se arregla fácilmente con aplicaciones de polvos minerales a base de azufres  o con preparados vegetales como el purín o decocción de Cola de Caballo (Equisetum hyemale) o purín de Salvia (salvia officinalis).
Afecta a muchas plantas de jardín, como  rosas, claveles, crisantemos, begonias y en el huerto se ceba sobre cucurbitáceas (melones, pepinos etc.), fresas y tomateras. En frutales los más afectados son los manzanos, melocotoneros, ciruelos y albaricoques. Variedades débiles de menta también se pueden ver afectadas.